# 변형 장기
변형 장기는 장기를 변형 및 개량한 게임을 말한다.

## 종류
변형 장기의 종류는 아래와 같다.
- 광상희
- 산장장기
- 동탁장기
- 다인용장기
- 꼬마장기
- 업기장기
- 탑장기
- 궁장기

## 같이 보기
- 변형 체스
- 변형 쇼기

| Disambiguation icon | 이 문서는 명칭이 같고 같은 종류에 속하는 여러 대상을 연결하는 색인 문서입니다. |